# Трудова Україна
«Трудова́ Украї́на» — сучасна політична партія України. Сформувалася у 2000 році після розколу Трудової партії України. Установчий з'їзд відбувся 19 травня 2000. Головою було обрано І.Шарова, з листопада 2000 року — С.Тігіпка.
На парламентських виборах 2002 року партія брала участь у складі виборчого блоку «За єдину Україну». Загалом за результатами виборів до Верховної ради потрапило 10 членів партії (з них 4 за списком блоку).
На Президентських виборах 2004 року партія підтримує Віктора Януковича, голова партії С.Тігіпко був керівником центрального виборчого штабу Януковича.
У 2005–2006 роках партію очолював Валерій Коновалюк.
У Парламентських виборах в Україні 2006 року, партія брала участь самостійно. Партія набрала 0.09 % голосів виборців і не потрапила до Парламенту.
У Позачергових виборах до Верховної Ради України 2014 року політична партія Трудова Україна брала участь у складі Опозиційного блоку. 
На початку 2020 року Міністерство юстиції України подало позов щодо ліквідації партії серед 48 подібних, що не брали участь у виборах протягом 10 років.